# پلیو اینتلوی
پلیو اینتلوی (به ایتالیایی: Pellio Intelvi) یک منطقهٔ مسکونی در ایتالیا است که در Alta Valle Intelvi واقع شده‌است. پلیو اینتلوی ۱۰٫۲ کیلومتر مربع مساحت و ۹۳۸ نفر جمعیت دارد و ۱٬۰۱۰ متر بالاتر از سطح دریا واقع شده‌است.